# Луси Теодорова
Луси Теодорова (на английски: Lucie Theodorova), известна и с псевдонима Лъки (Lucky), е чешка порнографска актриса, родена на 18 декември 1982 г. в град Студенка, Чехословакия, днешна Чехия.
Момиче на корицата е на италианското издание на списание Плейбой през юни 2003 г., както и на американския Пентхаус през май 2005 г.
Участва заедно със Силвия Сейнт, Ейнджъл Дарк, Блу Ейнджъл, Джулия Тейлър, Натали Ди Анджело, Дженифър Стоун и други порноактьори в цензурираната и в нецензурираната версия на видеоклипа на песента „You Want My Booty“ на поп групата Miss Lucifer Girlz.

## Награди и номинации
Носителка на награди
- 2005: Пентхаус (САЩ) – Пентхаус любимка за месец май.[5][3]
- 2008: Награда на Международния еротичен филмов фестивал в Барселона за най-добра звезда.